# 키워드 광고
키워드 광고(Keyword advertising)는 인터넷 검색사이트에 특정 키워드를 검색한 사람들을 대상으로 광고주의 사이트가 노출되도록 하는 광고 기법이다. 검색 광고(檢索廣告)라고도 한다. TV나, 라디오또는 배너 광고와 같이 '판매자가 고객을 찾아' 광고를 하는 것이 아니라, '찾아오는 고객'에게 광고를 노출한다는 점에서 이전의 광고보다 매우 적극적이고 적중률이 높은 광고라 할 수 있다. 또한 서퍼들의 검색행위 그 자체가 이미 매우 고도화된 타게팅이기 때문에 고객의 상황이나 인구통계학적 타게팅 및 방문이력에 근거하는 타 광고에 비해 전환으로 이어지는 광고 효율은 상대적으로 높은편이다.

## 종류
키워드 광고의 종류는 과금 부과방식에 따라 두가지로 분류된다.
- CPC 광고 - 사용자가 키워드 광고를 클릭하여 방문한 수만큼 광고비를 지불하는 방식으로 종량제 광고라고도 한다. CPC 방식의 광고로는 오버추어[2], 네이버 클릭초이스, 구글 애드워즈[3]  디엔에이소프트의 리얼클릭이나 네오클릭 등이 대표적이다.
- CPM 광고 - 클릭 수가 아니라 노출 수를 기준으로 광고비를 지불하는 방식으로 정액제 광고라고도 한다. 키워드1000회 노출을 기준으로 가격을 책정하는데 다음 애드하우가 대표적이다. 다음(daum)에서는 기간제 계약이어서 CPT(Cost Per Time)라고 상품을 소개한다.[4]

## 문제점
키워드 광고는 키워드 1개만으로도 광고가 가능하기 때문에 진입장벽이 낮다. 반면 키워드 광고를 효율적으로 집행할 만한 장소는 검색 점유율을 대부분 차지하는 구글이나 네이버와 다음 등의 유명 포털 사이트로 한정되어 있다. 많은 노출수가 보장되는 대표 키워드는 다수의 광고주들이 경쟁을 하는 경우가 대부분이고, 이는 키워드 구매단가(클릭당 비용)의 상승을 가져와 이익을 저해한다. 그래서 제시되는 해결책이 세부키워드로, 세부키워드는 대표키워드보다 높은 클릭율과 구매율을 보이는 경향이 있고, 경쟁자가 적기 때문에 키워드 구매단가도 저렴하다. 그러나 세부키워드는 발굴하는데 드는 노력과 효과적인지를 판단하는 검증 기간이 오래 걸리는 단점이 있다. 또한 세부키워드를 통해 증가시키는 매출은 제한적이기 때문에 궁극적인 해결책은 될 수 없다. 세부키워드를 발견하기 위해서는 키워드 리서치 작업이 선행되어야 한다. 키워드 리서치란 회사 및 제품과 관련된 연관키워드를 찾는 과정을 의미하며 구글 키워드 플래너, 트윈워드 아이디어즈 등 키워드 리서치 툴을 활용할 수 있다. 키워드 리서치 작업은 시간과 비용이 소요되지만, 효과가 좋아 미국, 일본 등의 나라에서 활발히 사용되고 있다.